# Dimensional Fund Advisors
Dimensional Fund Advisors — частная американская инвестиционная компания, занимается управлением активами.
Размер активов под управлением — $518 млрд на 30 июня 2017 года.

## История
Компания основана в 1981 году Дэвидом Г. Бутом и Рексом Сингфилдом.

## Деятельность
Компания предлагает частным клиентам инвестировать во взаимные фонды и торгуемые на бирже фонды компании. Компания оказывает доверительное управление институциональным клиентам с активами $220 млрд. Dimensional Fund Advisors имеет офисы в США, Канаде, Великобритании, Австралии, Нидерландах, Германии, Сингапуре и Японии.
На 2017 год у компании около 500 индивидуальных и институциональных клиентов.
| Типы клиентов                                     | Активы             |
| ------------------------------------------------- | ------------------ |
| High Net Worth Individuals                        | ▲ $30,680,972,541  |
| Mutual Fund (Sub-Advised Funds)                   | ▲ $152,880,459,730 |
| Pooled Investment Vehicles (Private Funds, UCITS) | ▲ $151,932,704,806 |
| Insurance Companies                               | ▲ $30,570,613,428  |
| State or Municipal Government Entities            | ▼ $29,765,543,099  |
| Pension & Profit Sharing Plans                    | ▲ $29,854,326,985  |

В 2015 году Dimensional Fund Advisors заняла 49-е место среди 500 крупнейших инвестиционных компаний мира по размеру активов под управлением ($388 млрд).